# Sentier de grande randonnée R2
Le sentier de grande randonnée R2 (GR R2) se situe sur l’île de La Réunion, département d'outre-mer français dans le sud-ouest de l’océan Indien. L'un des trois sentiers de grande randonnée de ce territoire au relief escarpé, il le traverse de part en part entre Saint-Philippe, dans le Sud sauvage, et le chef-lieu, Saint-Denis, sur la côte nord. Ce faisant, il passe notamment par le plateau de la Plaine des Cafres et par le cirque naturel de Mafate.

## Profil de sentier
Le GR R2 est un sentier dit de Grande Randonnée, ce qui implique une longueur importante. Néanmoins, la surface de La Réunion étant limitée à ses 2 512 km2, le tracé avoisine les 135 kilomètres, ce qui est très peu pour la catégorie GR. En effet, le GR5 fait 2 600 km, tandis que le GR34 en totalise 1 600. De ce fait, la longueur tendrait plutôt à le classer parmi les sentier type PR. Cependant, le GR20, ne totalise "que" 180 km, alors que sa superficie est de 8 680 km2.
Autre grande différence avec les GR métropolitains, le climat de La Réunion est de type tropical humide, et caractérisé par une instabilité difficile à prévoir, ce qui peut rendre la randonnée plus éprouvante encore. La topographie chaotique de l'île se répercute sur le tracé du GR, dont les montées et descentes accusent un dénivelé positif très important. Selon le sens où on le suit, le sentier totalise entre 8 500 m et plus de 9 000 m cumulés hors boucle et détours. Ces chiffres le positionnent avec le GR20 parmi les sentiers les plus sportifs de France, avec une pente moyenne de l'ordre de 6 %.

## Services
La traversée du sentier se replace dans le contexte d'un département français : le caractère ultra-marin de l'île tropicale ne change pas le niveau de service qui est comparable à celui de la métropole. Le randonneur peut traverser le sentier dans des conditions de ravitaillement, d'hébergement et de sécurité du même ordre.
Le chemin traverse à de multiples reprises des lieux habités pourvus de petites épiceries ou supérettes, permettant d'alléger son sac à dos, même si certains randonneurs pratiquent le GRR2 en semi-autonomie. L'offre d'hébergement ponctue le chemin de nombreux gîtes d'étape, dont le niveau de standing et de tarif varie. Du gros dortoir commun des gîtes (gîte de la Caverne Dufour ou de celui de Bellecombe) aux chambres d’hôtes, l'offre s'adapte, du budget étudiant aux bourses aisées. D'ailleurs nombre de personnes bivouaquent ou plantent une tente en route.
Ainsi, sur l'ensemble du tracé du GRR2, dans les lieux fréquentés, il existe au moins douze gîtes, quatre hôtels, cinq chambres d'hôtes, deux campings, douze points de ravitaillement, neuf restaurants, dix-sept cafés, trois offices du tourisme, quatre DAB et six arrêts de transports en commun.
Le sentier est couvert par les réseaux de téléphonie, ce qui permet de contacter les secours en cas d'urgence. La Réunion dispose de secours héliportés pour s'affranchir des contraintes naturelles, et la faible superficie de l'île permet des interventions rapides. Néanmoins, cette solution est très coûteuse, et on lui préfère autant que possible l'extraction par voie terrestre. Les médecins de campagne interviennent parfois dans ce contexte.

## Les étapes
La Providence (50 m) (Saint-Denis)
 Le Brûlé (822 m) par le sentier Mercure
 Le gîte de la Roche Écrite (1 837 m) →  La Roche Écrite (2 276 m)
 Dos d'Âne (940 m)
 La Porte, sur la rivière des Galets (252 m)
 Aurère (926 m)
 Îlet à Malheur (859 m)
 Îlet à Bourse (894 m)
 Grand Place (770 m)
 Roche Plate (1 132 m)
 La Nouvelle (1 430 m)
 Trois Roches
 Marla (1 600 m)
 Le col du Taïbit (2 142 m)
 Cilaos (1 212 m)
 La Caverne Dufour (2 479 m) →  Le piton des Neiges (3 070 m)
 Les Cavernes du Bras Chanson (2 017 m)
 N 3 (1 603 m)
 Bourg-Murat (1 597 m)
 L’oratoire Sainte-Thérèse (2 412 m)
 Le col Lacroix (voir Demi-Piton) (2 330 m)
 Le Gîte du Volcan (2 250 m)
 Le gîte de Basse Vallée (601 m)
 Mare Longue (36 m) (Saint-Philippe)

## Photos
|  |  |  |  |

| Le cirque de Mafate vu depuis la Roche Écrite | Un éperon rocheux visible dans la descente du col du Taïbit | Marla vu du col du Taïbit | Cilaos vue depuis le col du Taïbit |